# Pilar von Pilchau
Pour les articles homonymes, voir Croy (homonymie).
Cette page explique l’histoire ou répertorie les différents membres de la famille de Croÿ.
La famille Pilar von Pilchau (en russe : Пиллар фон Пильхау, ou Пиляр фон Пильхау) est une famille de la noblesse balte d'origine allemande qui s'installa dans le duché suédois d'Estland (correspondant en partie à l'Estonie actuelle) au XVIIe siècle. Un ancêtre notable, Wenzel Pilar von Pilchau (1606-1675), fut commandant de la forteresse de Narva. La famille est inscrite dans les registres de la noblesse du gouvernement d'Estland en 1747 et dans celle du gouvernement de Livonie en 1797. Ses membres ont le titre de baron. Elle s'est illustrée au service de l'Empire russe.

## Domaines
Les Pilar von Pilchau ont été les seigneurs de nombreux domaines de Livonie ou d'Estland :
- En Estland : Wait (aujourd'hui Vaida), Orrenhof, Merremois, Rasik, Palifer, Orks, Pall, Käsal, Reopal, Lechts, Schloß Felks, Karjaküll, Eyefer, Jöggis, Kullina, Sternberg, Kirna, Schwarzen, Walck, Alt-Nurms, Mecks, Pallifer.
- En Livonie : Hallick, Uhla, Lelle, Alt-Salis, Audern, Arrohof, Wolfenhof[pas clair]
- Dans l'île d'Ösel : Hasik, Orriküll, Sandel.

## Personnalités
- Georg Johann Pilar von Pilchau (1709-1753), seigneur de Wait
- Magnus Wilhelm Pilar von Pilchau (1734-1801), officier de l'armée impériale russe, seigneur d'Hallik, de Lechts et de Merremois
  - Wilhelm Friedrich Pilar von Pilchau (1761-1819), seigneur de Palifer, d'Orks, de Pall, de Käsal et de Jöggis, époux de Madeleine-Wilhelmine Staël von Holstein (1771-1849)
    - Karl Magnus Pilar von Pilchau (1791-1861), major-général de cavalerie de l'armée impériale russe, fils du précédent. Il participe à la guerre de 1812, au siège de Varsovie en 1813, à la prise de Paris en 1814. Il est titulaire de l'Ordre militaire de Virtuti Militari, de l'Ordre de Sainte-Anne de 1re classe, de l'Ordre de Saint-Vladimir de 3e classe, et de l'Ordre de Saint-Georges de 4e classe.
    - Comte Theodor Kotzebue-Pilar von Pilchau (1848-1911)
      - Comte Dimitri Kotzebue-Pilar von Pilchau (1872-1939)

  - Gustav Friedrich Pilar von Pilchau (1798-1862), lieutenant-général de l'armée impériale russe
- Georg Ludwig Pilar von Pilchau (1767-1830)
- Reinhold Friedrich Pilar von Pilchau (1781-1860), maréchal de la noblesse d'Ösel
- Gustav Adolf Pilar von Pilchau (1841-1918), seigneur de Sternberg
- Adolf Pilar von Pilchau (en) (1851-1925), homme politique, régent du Duché balte uni
- Romuald Pilar von Pilchau (1894-1937)